# Help
Help – singiel amerykańskiego rapera Lloyd Banks, w piosence wystąpiła piosenkarka Keri Hilson. Utwór pochodzi z albumu rapera Rotten Apple (z 2006 roku).

## Listy przebojów
| Chart (2006 r.)       | Pozycja |
| --------------------- | ------- |
| Hot R&B/Hip-Hop Songs | 77      |